# چهارباغ (آلبوم)
 چهارباغ نام یک آلبوم موسیقی اثر  جلیل شهناز، هنرمند ایرانی است که در سبک سنتی تهیه شده و دارای ۱۲ آهنگ است.

## فهرست آهنگ‌ها
| ردیف | آهنگ        |
| ۱    | ابوعطا      |
| ۲    | بیات راجه   |
| ۳    | دلپذیر      |
| ۴    | اصفهان ۲    |
| ۵    | اصفهان      |
| ۶    | همایون      |
| ۷    | مخالف سه‌گاه |
| ۸    | عشاق        |
| ۹    | سه‌گاه ۲     |
| ۱۰   | مویه        |
| ۱۱   | سه‌گاه       |
| ۱۲   | شور         |